# Nisa (Vorname)
Nisa ist ein weiblicher Vorname.

## Herkunft und Bedeutung
Der Vorname Nisa kann eine Ableitung des Namens Denise, der wiederum von Dionysos herstammt, sein oder eine friesische oder schlesische Form von Agnes. Ferner ist es der Name der Koransure An-Nisā' „die Frauen“ und wird in diesem Sinn von Muslimen vergeben.

## Verbreitung
Auffällig ist, dass der Vorname Nisa vor dem Jahr 2000 sehr selten war; in den Niederlanden ist ab dem Jahr 2004 ein starker Anstieg in der Häufigkeit zu beobachten. In Deutschland setzt dieser Anstieg im Jahr 2005 ein.

## Namensträger
- Nicola Salerno (1910–1969), auch als Nisa bekannt, italienischer Liedtexter und Zeichner
- Nisa (* um 1921), !Kung-Frau, die durch die Veröffentlichung ihrer Lebensgeschichte bekannt wurde